# Dika
Dika (tudi Dike; grško Δίκη) je v grški mitologiji ena od Horij; bila je boginja človeške pravice, medtem ko je bila njena mati (Temis) boginja božje pravice. Bila je rojena kot smrtnica, saj je Zevs hotel, da ohranja pravičnost med človeštvom. Ko je ugotovil, da je to nemogoče, jo je povzdignil na Olimp.